# 国鉄M90形コンテナ
国鉄M90形コンテナ（こくてつM90がたコンテナ）は、日本国有鉄道（国鉄）が1970年（昭和45年）に製造した、鉄道輸送用二種規格（12 ft）無蓋コンテナである。

## 概要
日本国有鉄道（国鉄）では、重量物や幅のせまい妻壁側からの荷役が困難な大物に対応するために、コンテナの天井部位（いわゆる、屋根）を積み込み口側とは反対方向へ連なった二枚の鉄製天井板として、スライド式の開閉構造としたC12形を製作し使用してた。しかし、特殊構造の重い屋根板の開閉作業を使い易い点に改善することに着目し、発想を一歩進めて天井のないコンテナを試作してみることとなった。
この結果、1970年（昭和45年）度にクレーン荷役（上吊り）対応無蓋コンテナとして1個が現、川崎重工業にて製作され、形式名は「 M90形 」と定められた。
片妻面1方開き構造とされ、天井板の代わりにポリプロピレン製のホロを設置した。ホロは取り外し可能で、四側面合わせて24本のゴムベルトにてコンテナ本体に装着した。
寸法関係は全長3,658 mm、全幅2,438 mm、全高2,350 mm、荷重5 t、自重1.4 t、容積16.4 m3である。
しかし登場後、「汎用5 t積みコンテナは国鉄で引き続き用意するが、本形式種類（無蓋コンテナ）を含む冷蔵・タンク・ホッパなどの特殊構造のコンテナは、以後民間資本の導入による『私有コンテナ』とする」との国鉄計画の方針により、量産へ移行されることなくたった1個のみのまま1984年（昭和59年）度に廃止され、形式消滅した。なお、5 t積み無蓋私有コンテナは、本試作品が登場した翌年となる1971年（昭和46年）から正式にUM1形登録が開始され、姿形や構造の異なる多くのコンテナが登場した。
さらにJR貨物への移行後は、複数の形式へと枝分かれしながら今日の多種品目に対応した各種の輸送事例や、産廃・災害ごみなどの輸送へと大きく発展している。